# Roženica
Roženica je naseljeno mjesto u Republici Hrvatskoj u Zagrebačkoj županiji. 

## Zemljopis
Administrativno je u sastavu općine Pokupsko. Naselje se proteže na površini od 9,90 km².

## Stanovništvo
Prema popisu stanovništva iz 2001. godine naselje je imalo 314 stanovnika i to u 80 kućanstava. Gustoća naseljenosti je iznosila 31,72 st./km².

Prema popisu stanovništva 2011. godine naselje je imalo 305 stanovnika.
| broj stanovnika | 259   | 333   | 326   | 461   | 446   | 442   | 442   | 440   | 333   | 469   | 464   | 395   | 303   | 323   | 314   | 305   | 286   |
|                 | 1857. | 1869. | 1880. | 1890. | 1900. | 1910. | 1921. | 1931. | 1948. | 1953. | 1961. | 1971. | 1981. | 1991. | 2001. | 2011. | 2021. |